# Onthophagus hemichalceus
Onthophagus hemichalceus là một loài bọ cánh cứng trong họ Bọ hung (Scarabaeidae).